# Le Vélo
Cet article concerne le quotidien Le Vélo. Pour le service de vélo en libre service marseillais, voir Le vélo (vélopartage).
Le Vélo est un quotidien sportif français de la fin du XIXe siècle et du début du XXe siècle.
Paru pour la première fois le 1er décembre 1892 et tiré pour la dernière fois le 20 novembre 1904, il est consacré à l'actualité sportive générale et cesse sa parution en raison de la montée en puissance du journal L'Auto, qui avait été fondé en 1900 par des anti-dreyfusards pour lui faire concurrence.

## Quotidien sportif
Fondé en 1892 par Pierre Giffard, le quotidien s'impose très rapidement dans le paysage de la presse sportive française en tant que premier quotidien français entièrement consacré au sport. Dirigé par le jeune journaliste Paul Rousseau, Le Vélo rend compte de toute la vie sportive en France.

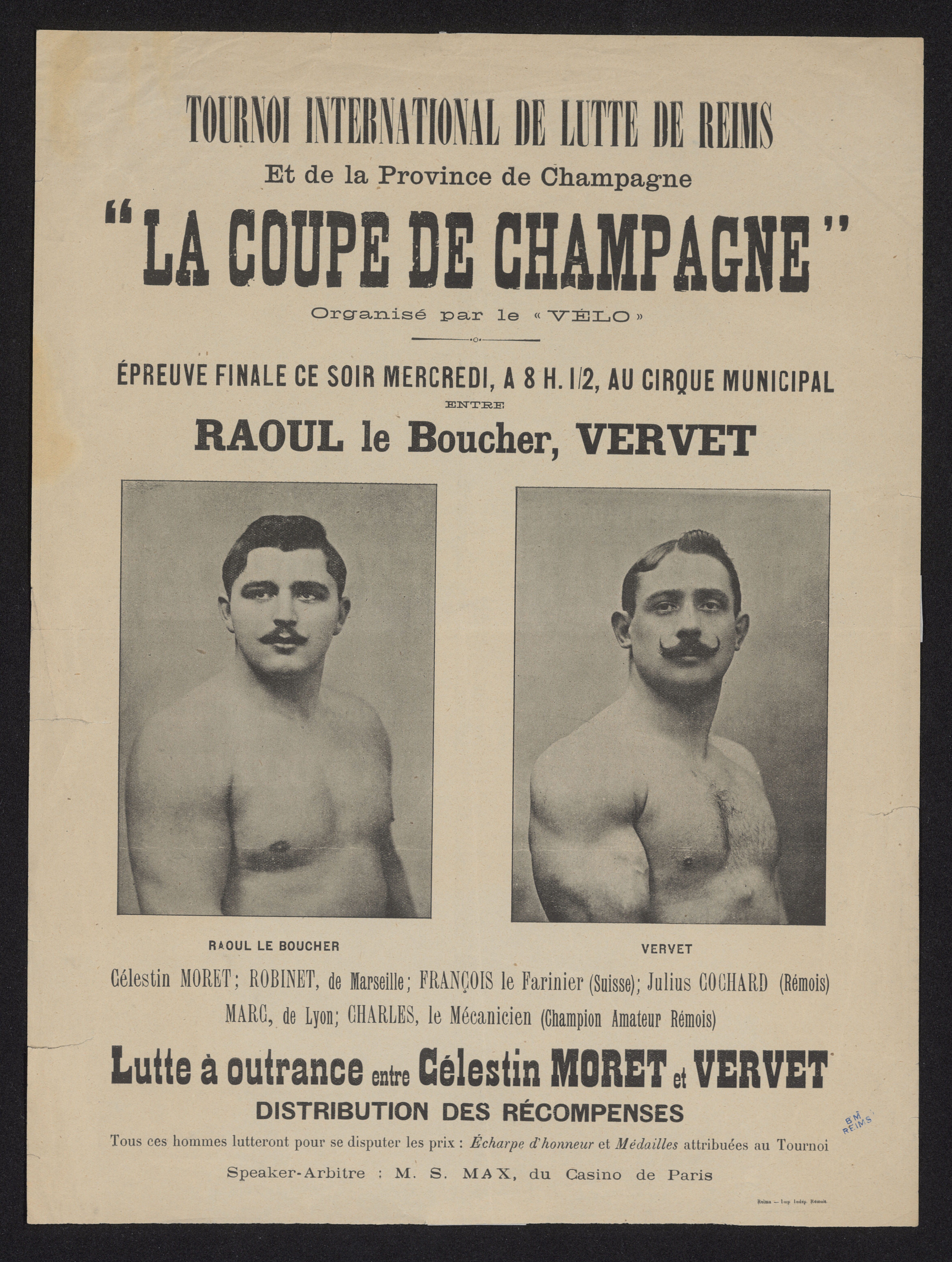
Lutte au Cirque de Reims, Raoul le Boucher contre Emile Vervet.

Il organise aussi des spectacles.

## Concurrence avecL'Auto-vélo

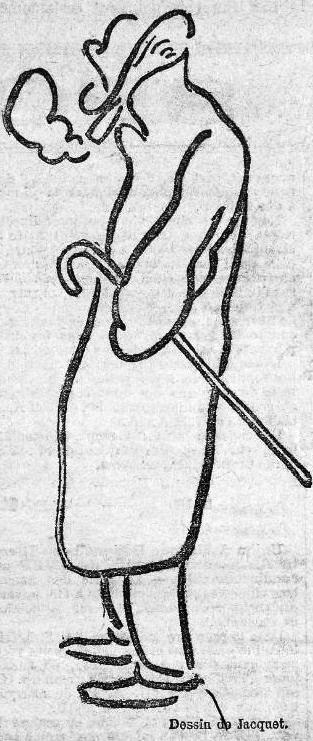
Caricature de Gaston de Pawlowski par Jacquet, parue dans le 1er numéro de L'Auto-Vélo d'Henri Desgrange, le 16 octobre 1900 (soit 4 ans avant sa prise de la direction du Vélo).

Outre son rôle de presse sportive, Pierre Giffard utilise son journal pour y exposer ses convictions politiques, et notamment son dreyfusisme. En faisant campagne pour la révision du procès d’Alfred Dreyfus, il s'oppose à Jules-Albert de Dion, cofondateur du constructeur automobile De Dion-Bouton, anti-dreyfusard notoire.
En réaction, ce dernier confie à Henri Desgrange les moyens nécessaires pour créer un journal concurrent, L'Auto-Vélo, en 1900 qui se targue d'être apolitique. Pour se démarquer du quotidien Le Vélo imprimé sur papier vert, L’Auto-vélo est imprimé sur papier jaune.
Les quotidiens Le Vélo et L'Auto-vélo commencent à se livrer une rude concurrence tant sur les plans rédactionnels que promotionnels et judiciaires. En effet, à l'instar du Vélo, Henri Desgrange entreprend d'organiser des courses cyclistes pour promouvoir son journal dès sa création : il obtient en 1901 l'organisation de la course Paris-Brest-Paris, jusque-là organisée par Le Vélo. En juin 1902, quelques jours après la course Bordeaux-Paris organisée par son concurrent, L'Auto-vélo organise la même course, sur le même parcours, mais avec des coureurs différents.
Pierre Giffard riposte sur le plan judiciaire, en déposant une plainte pour contrefaçon du titre. Le Vélo gagne le procès le 16 janvier 1903, et obtient que son concurrent paraisse sous le titre raccourci de L'Auto. Néanmoins, dès l'été 1903, le vent tourne, avec la mise en place par Henri Desgrange et Géo Lefèvre du Tour de France, qui assure l'hégémonie sur le marché des quotidiens sportifs à L'Auto. L'organisation de la « plus grande épreuve cycliste du monde entier », tel que le proclame le quotidien, scelle définitivement son triomphe sur Le Vélo. Ce dernier après avoir nommé directeur Gaston de Pawlowski, cesse ses activités à la fin de l'année 1904.